# 3854 George
3854 George eller 1983 EA är en asteroid som korsar Mars omloppsbana. Den upptäcktes 13 mars 1983 av den amerikanska astronomen Carolyn S. Shoemaker vid Palomar-observatoriet. Den är uppkallad efter upptäckarens far, George E. Shoemaker.
Asteroiden har en diameter på ungefär 3 kilometer och den tillhör asteroidgruppen Hungaria.